# Casa Ricart
La Casa Ricart és una obra amb elements modernistes i eclèctics de Vic (Osona) protegida com a Bé Cultural d'Interès Local.

## Descripció
Edifici d'una mitgera, amb pati a la part posterior. consta d'una planta baixa, un pis superior i golfes. A la façana principal s'obren dos portals, un d'arc rebaixat i l'altre escarser, adovellats. Les obertures es distribueixen asimètricament per tota la façana, essent totes de llinda plana. Destaca la capella, situada al carrer Parc Jaume Balmes, construïda amb llenguatge neogòtic, obra d'Antoni Ferrer.